# Święci Michał i Franciszek
Święci Michał i Franciszek – obraz olejny niderlandzkiego malarza Juana de Flandes, powstały ok. 1505–1509.

## Opis
Obraz przedstawia św. Michała Archanioła zabijającego włócznią smoka (Szatana) oraz założyciela braci mniejszych św. Franciszka z Asyżu, który ukazuje swoje stygmaty. Dzieło znajduje się w zbiorach Metropolitan Museum of Art w Nowym Jorku.

## Historia
Obraz powstał najprawdopodobniej jako część retabulum dla kaplicy uniwersyteckiej w Salamance ok. 1505. Juan de Flandes działał wówczas w Hiszpanii. Obraz został zakupiony przez Mary Wetmore Shively Bequest i podarowany Metropolitan Museum of Art w 1958. Ofiarodawczyni chciała w ten sposób uczcić swojego męża Henry’ego L. Shively’ego.